# 舒安街道
舒安街道是中华人民共和国湖北省武汉市江夏区下辖的一个街道办事处。
2012年12月14日，湖北省民政厅批复同意撤销舒安乡，设立舒安街道办事处。

## 行政区划
舒安街道下辖以下村级行政区划单位：
舒安社区、张塘村、何桥村、五里墩村、祝庙村、徐河村、燎原村、彭华村、田铺村、八秀村、王班村、彭塘村、合力村、官山村、分水村、大屋安村、贡如村、瓦窑村、嗣孟村、塘口村和铜山村。